# Aristomachos (Heraklide)
Aristomachos, (altgriechisch Ἀριστόμαχος Aristómachos) ist in der griechischen Mythologie Sohn des Kleodaios, Enkel des Hyllos und Urenkel des Herakles (gehörte also zu den Herakliden).
Er war lokaler Herrscher in Griechenland und fiel als Heerführer beim Einfall der Herakliden in die Peloponnes im Kampf. Seine Söhne Temenos, Kresphontes und Aristodemos eroberten schließlich das Land.